# حورية عفاك
حورية عفاك (ولدت في 11 يوليو 1988) هي لاعبة كرة قدم جزائرية دولية. شاركت في بطولة أفريقيا لكرة القدم للسيدات 2014.  